# Pietro Longhi
Pietro Longhi (Venecia, 5 de noviembre de 1701-8 de mayo de 1785) fue un pintor y grabador italiano de escenas costumbristas.

## Biografía
Pietro Antonio, primogénito del maestro platero Alessandro Falca y de Antonia, nació en Venecia y fue bautizado en la parroquia de Santa María. Adoptó el apellido Longhi cuando emprendió la actividad artística. Al igual que otros venecianos de la época rococó, Longhi realizó su aprendizaje en Bolonia, primero con Antonio Balestra, renombrado pintor veronés de la época y después con Giuseppe Maria Crespi, llamado lo Spagnoletto, en el taller del cual, vino a entrar en contacto con los cuadros del Gambarini, con escenas de género de estilo refinado y superficial, típico del momento. Hacia 1730 se encontraba de nuevo en Venecia. De esta fecha data también su primera obra notable, un retablo encargado por el presbítero de la Parroquia de San Pellegrino, en Bérgamo, que muestra marcadas influencias del estilo barroco propio de decoradores venecianos del siglo xviii. El 27 de septiembre de 1732 contrae matrimonio con Caterina Maria Rizzi en la iglesia veneciana de San Pantaleón y ya el 12 de junio de 1733 nace el primogénito, Alessandro; nacerán otros diez hijos, de los cuales sólo Alessandro, Maddalena Ana –nacida en 1738- y Antonia Lucía –nacida en 1741-, llegarán a la edad adulta.

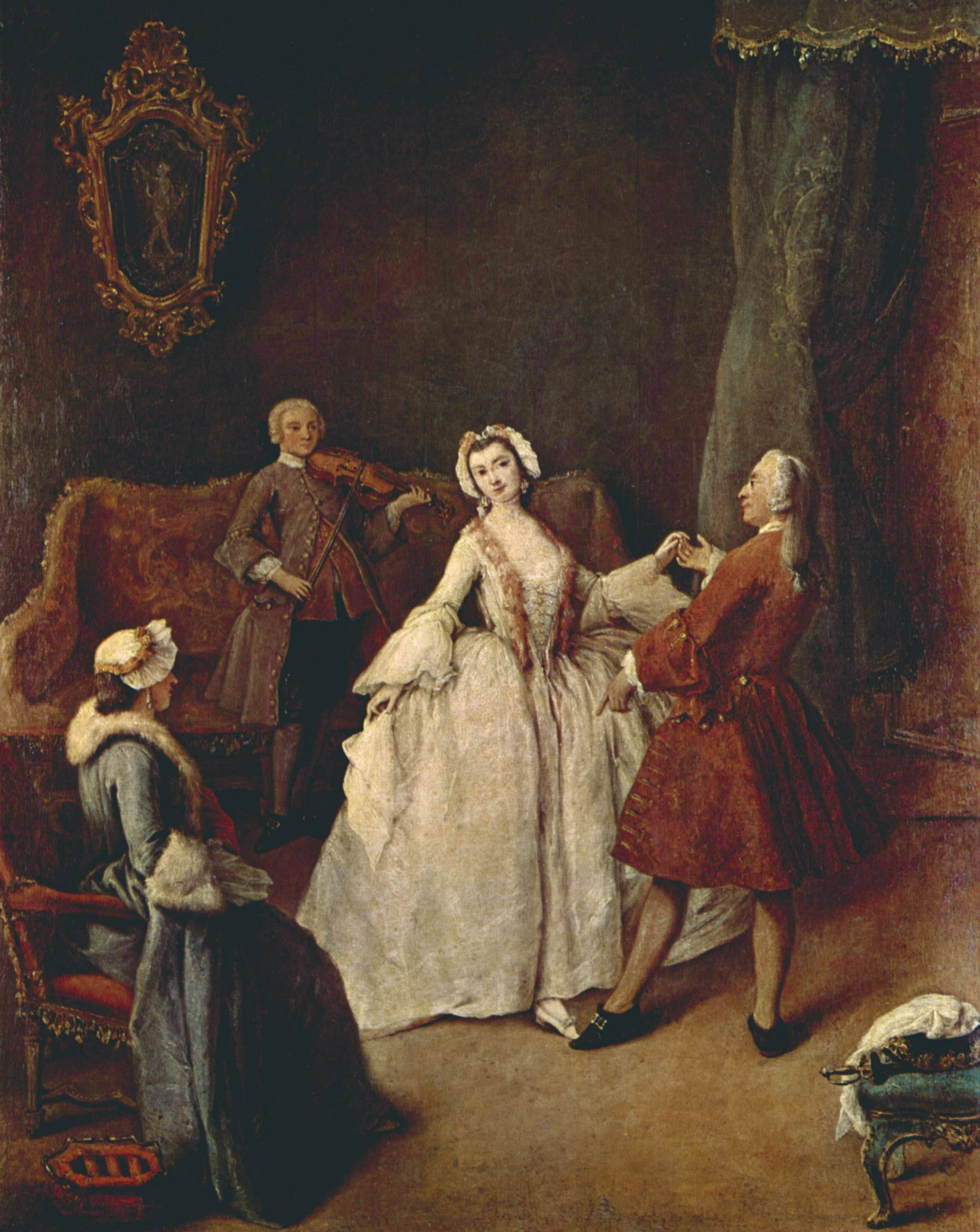
La lezione di danza, ca. 1741, Venecia, Gallerie dell'Accademia.

Al principio de su carrera, se dedicó a pintar escenas religiosas e históricas, que no le reportaron ningún éxito. Recién en 1737 figura inscrito en la Cofradía de los pintores italianos, lugar que deja en 1773. A partir de los años cuarenta y por influjo de Crespi, comenzó a pintar escenas costumbristas, convirtiéndose en un solicitado retratista de la vida veneciana. Siguiendo los pasos de Watteau y sus sucesores, logró crear una versión personal del cuadro-conversación, en el que, con una fina ironía, refleja las costumbres de la sociedad veneciana.
El dramaturgo y poeta Carlo Goldoni le dedicó un soneto a Longhi en 1750 que comienza con el verso «... Longhi tú que llamas a mi hermana musa de tu pincel que la verdad persigue...». En 1756 fue elegido miembro de la Academia de Venecia de pintura y escultura -presidida por Tiépolo-, en la que ejercerería de profesor de 1758 a 1780. Se ha observado, acertadamente, un paralelismo entre los cuadros costumbristas de Longhi y las comedias de Goldoni, con el que el pintor estuvo en contacto.
Se distinguió extraordinariamente por sus cuadros de costumbres venecianas, en las que la agudeza de observación y la originalidad del asunto, suplen con frecuencia la falta de grandes dotes artísticas. La popularidad de las obras de Longhi fue considerablemente debida a los grabados de Cattini, Faldoni y Bartolozzi.
A partir de los años los sesenta cambia el estilo longhiano con el oscurecimiento de las tonalidades y una pincelada más amplia que parece poco trabajada, por lo que se conjetura acerca de una acercamiento a la forma rembrandtiana, en la estela de su contemporáneo Giuseppe Nogari, pero en realidad son muestras de la fatiga de una corriente que en muchos años no ha encontrado capacidad de renovación, casi un espejo de la misma República veneciana. 
En 1763 dirige la Academia de Dibujo y Grabado, instituida por la familia Pisani en el Palacio San Esteban y destinada a la instrucción de Almoró Pisasni. La institución cierra sus puertas en 1765 tras la repentina muerte del joven patricio. La labor de retratista se hace más importante, por lo que su joven hijo Alessandro colabora ya en ella. En 1779 participa en la elección a la Academia del joven escultor Antonio Canova ; finalmente, el 8 de mayo de 1785, tras una convalecencia de diez días, muere de un grave angina de pecho en su casa de San Pantaleón, Venecia.

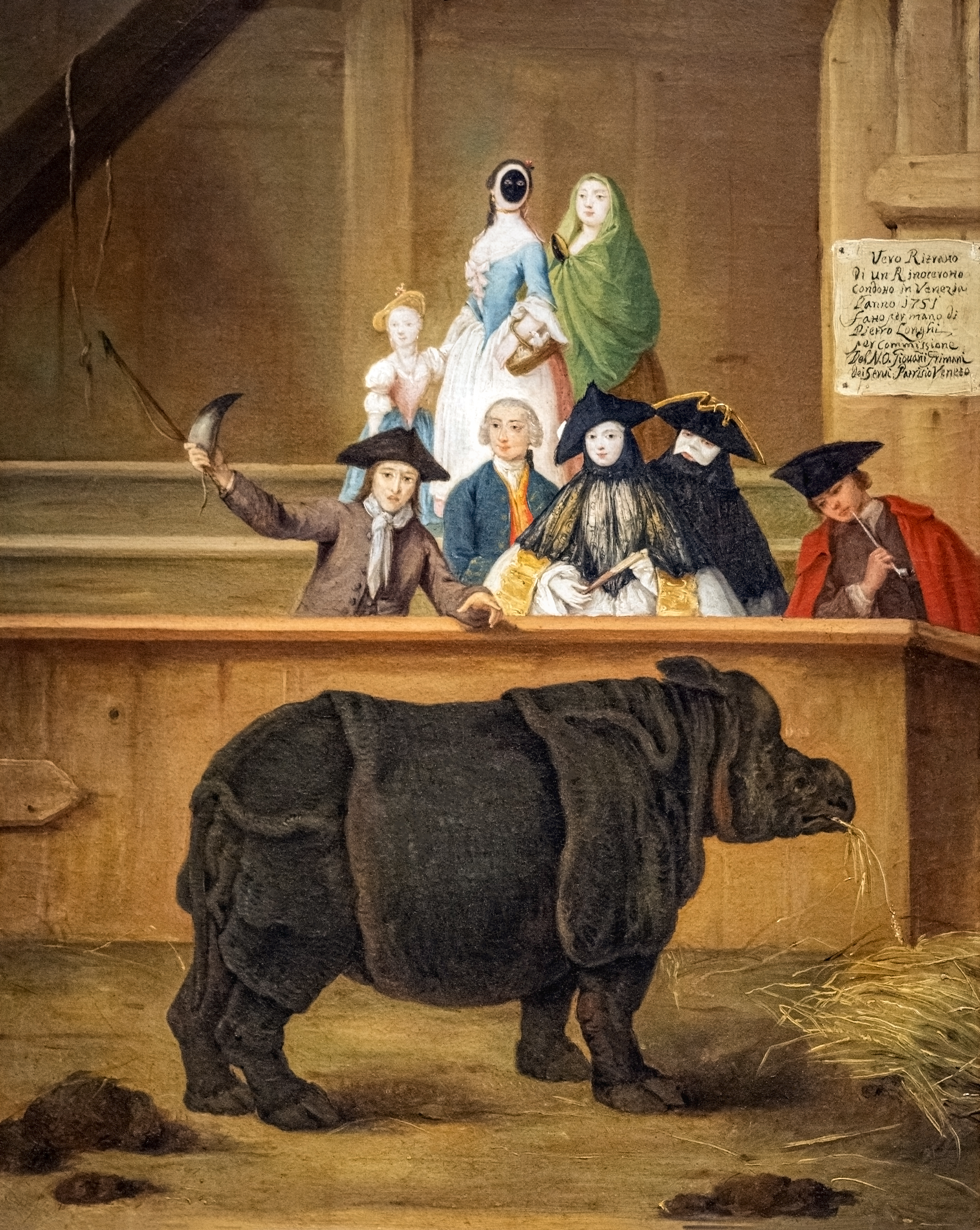
El rinoceronte, h. 1751, óleo sobre lienzo, 62 x 50 cm, (Ca' Rezzonico, Venecia).

## Legado artístico
Análisis de la obra "El rinoceronte": En 1751 se expuso en Venecia un ejemplar de rinoceronte llamado Clara, que había podido admirarse anteriormente en Núremberg, Stuttgart y Estrasburgo. En este lienzo, Longhi muestra a unos curiosos que han acudido a ver el espectáculo sobre una tribuna de madera, delante de la cual se encuentra el rinoceronte que come con tranquilidad el forraje. Sin embargo, ninguno de los espectadores observa al monstruoso animal. La elegante dama con el tricornio y la capucha de encaje mira al espectador del cuadro; su enigmático acompañante enmascarado, al igual que el lacayo a su derecha, tiene la mirada puesta en el vacío; el hombre de la pipa de barro, en el borde derecho del cuadro, medita absorto en sus pensamientos; la mujer de la pañoleta verde mira al otro lado y su vecina observa inmóvil a través de un visard. Ni siquiera la niña muestra interés. Todos están rígidos en su aparente viveza, irreales tras la máscara o la fisonomía.
Parecen como citas de una vida veneciana que ya no tienen en sí, sino que únicamente exhiben. Delante de esta indiferencia silenciosa, el rinoceronte: pesado, apático, simple, pintado con una cierta ingenuidad; el cartel lo identifica como "Vero Ritratto di un Rinocerotto", el verdadero retrato de un animal que, en su exotismo, es lo único real. Por el contrario, el mundo cotidiano veneciano se ha convertido en lo realmente extraño, pues no es más que máscara, disfraz, antifaz, sombras de la realidad, a la que no puede devolver ni siquiera la sorpresa.

## Galería

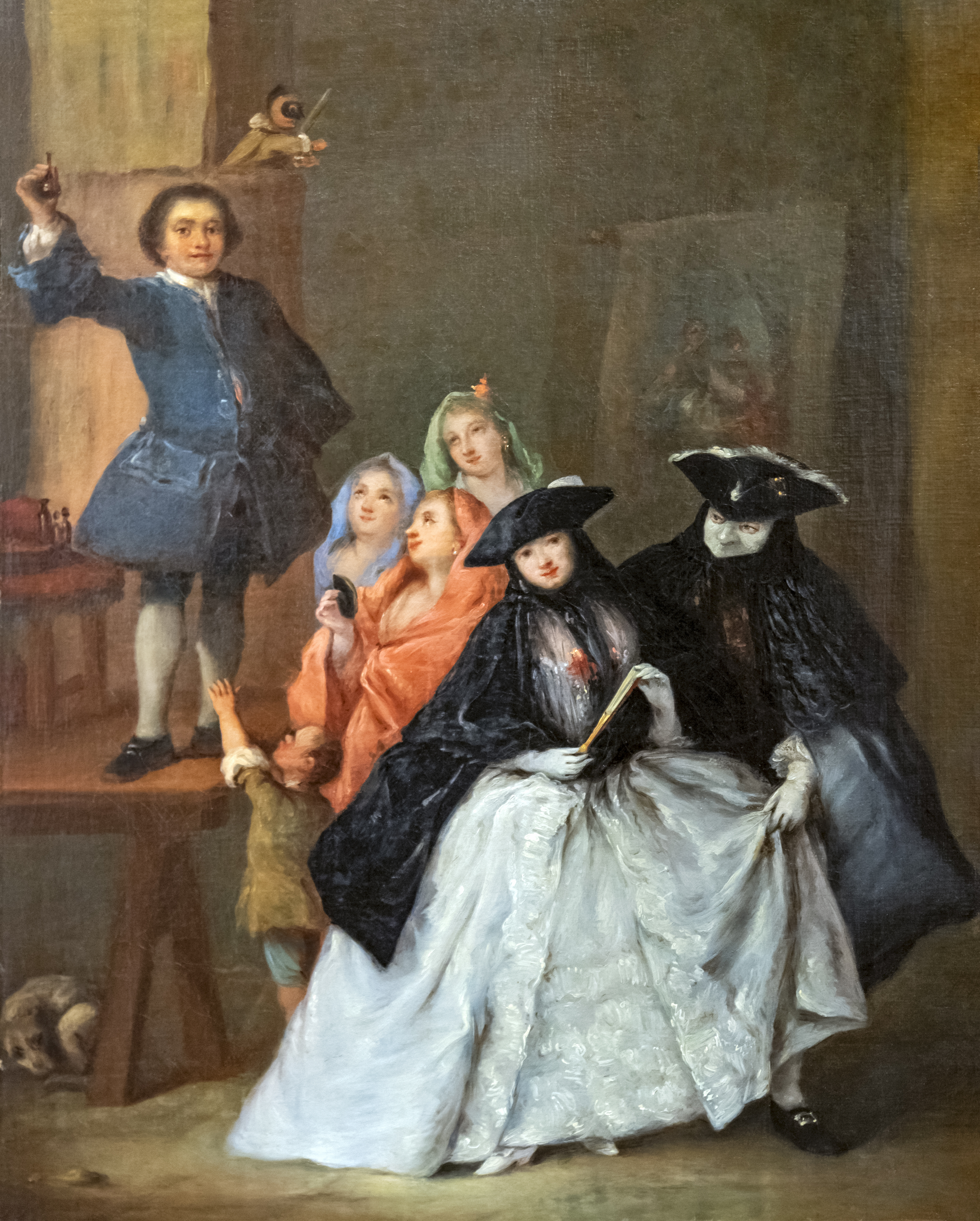
El charlatán, h. 1757.
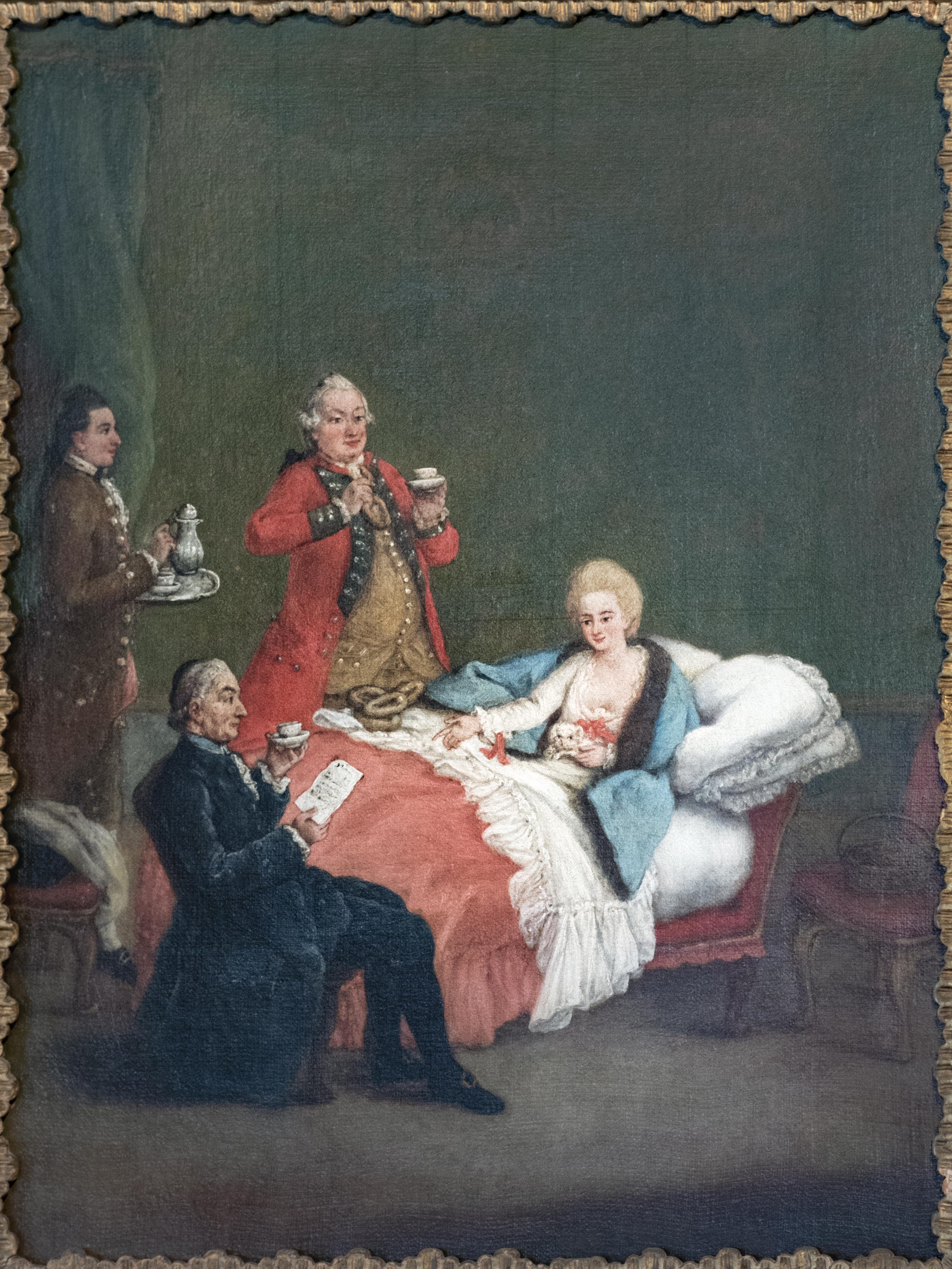
El chocolate matinal, 1780.
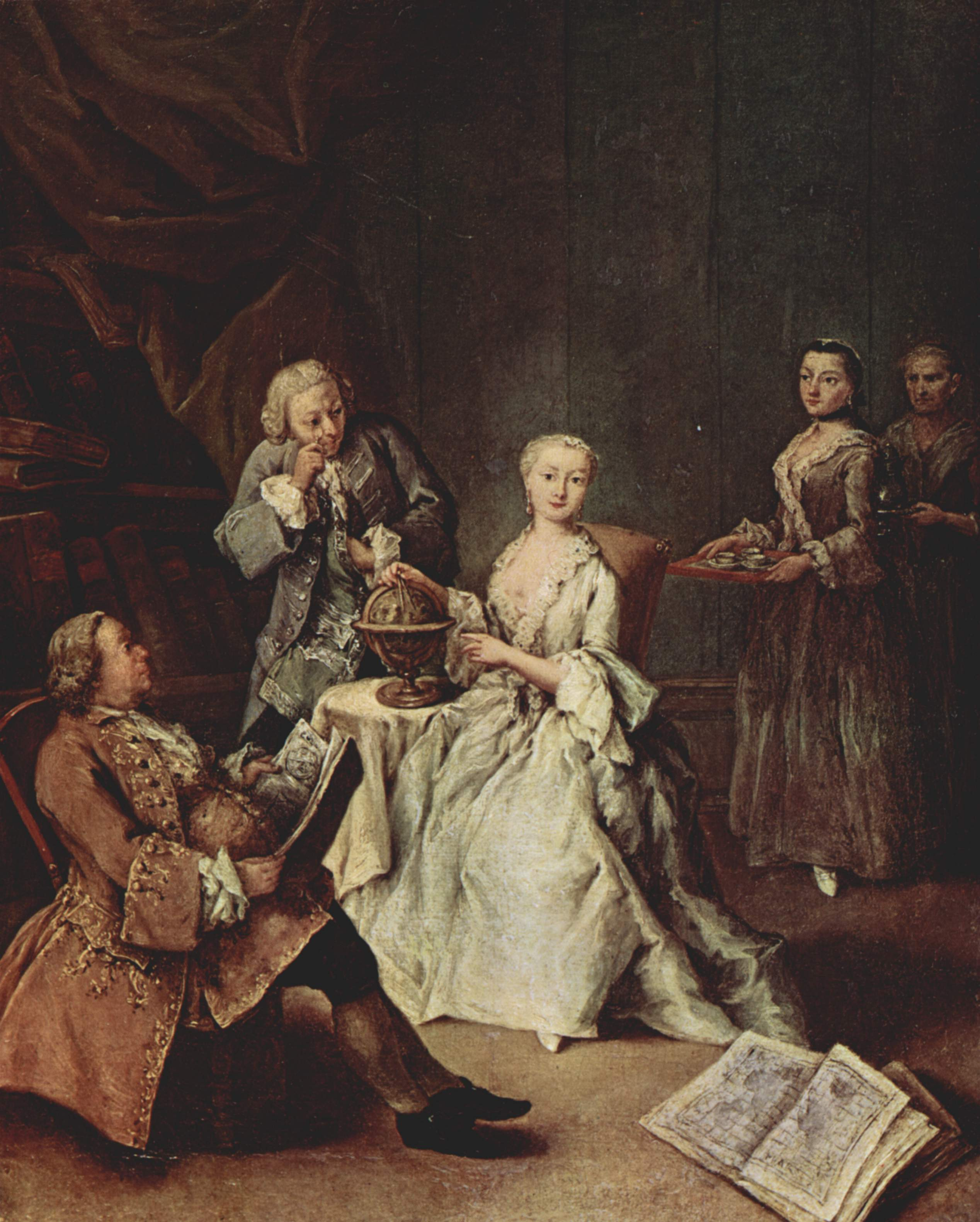
El geógrafo, 1752.
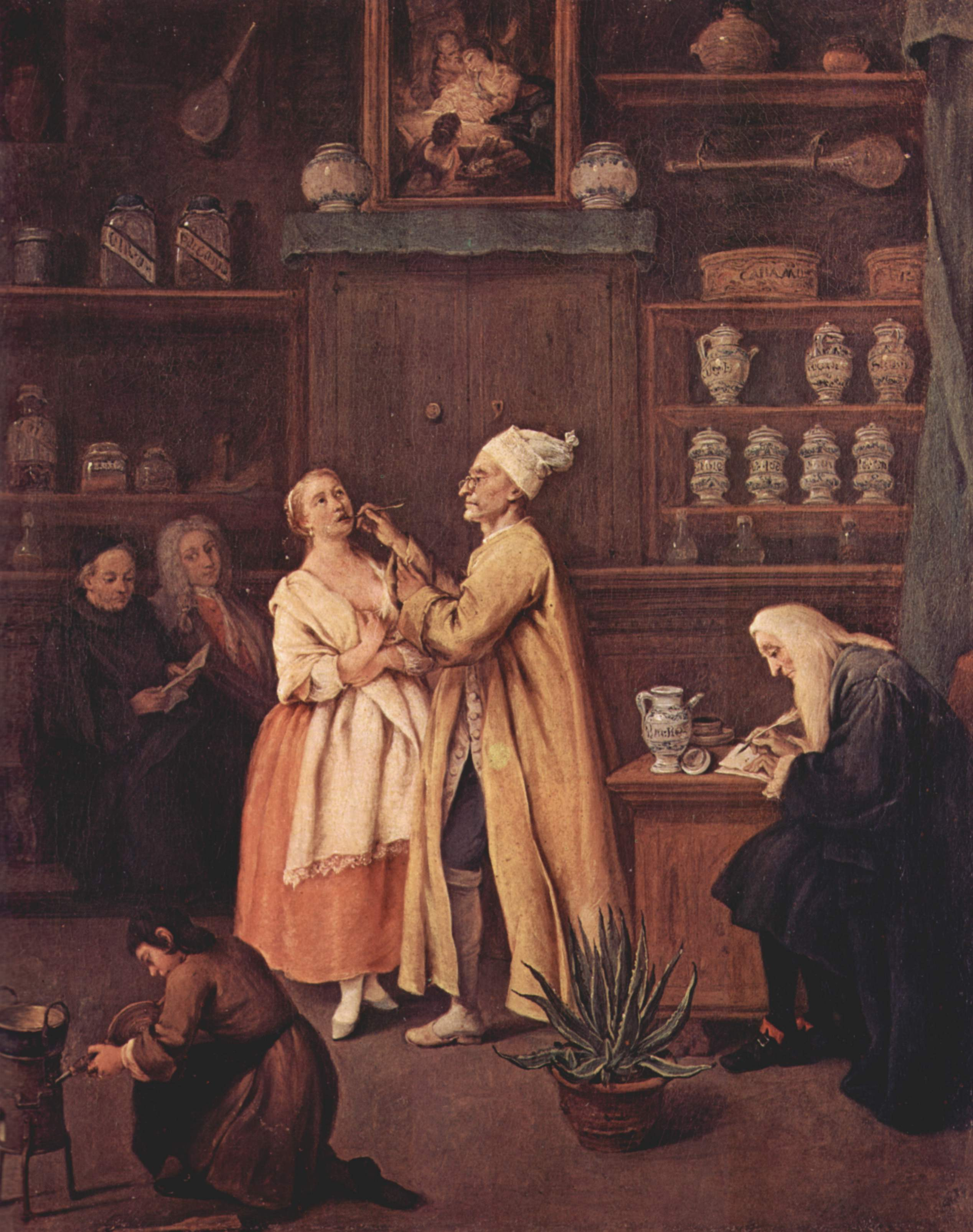
El boticario, h. 1752.
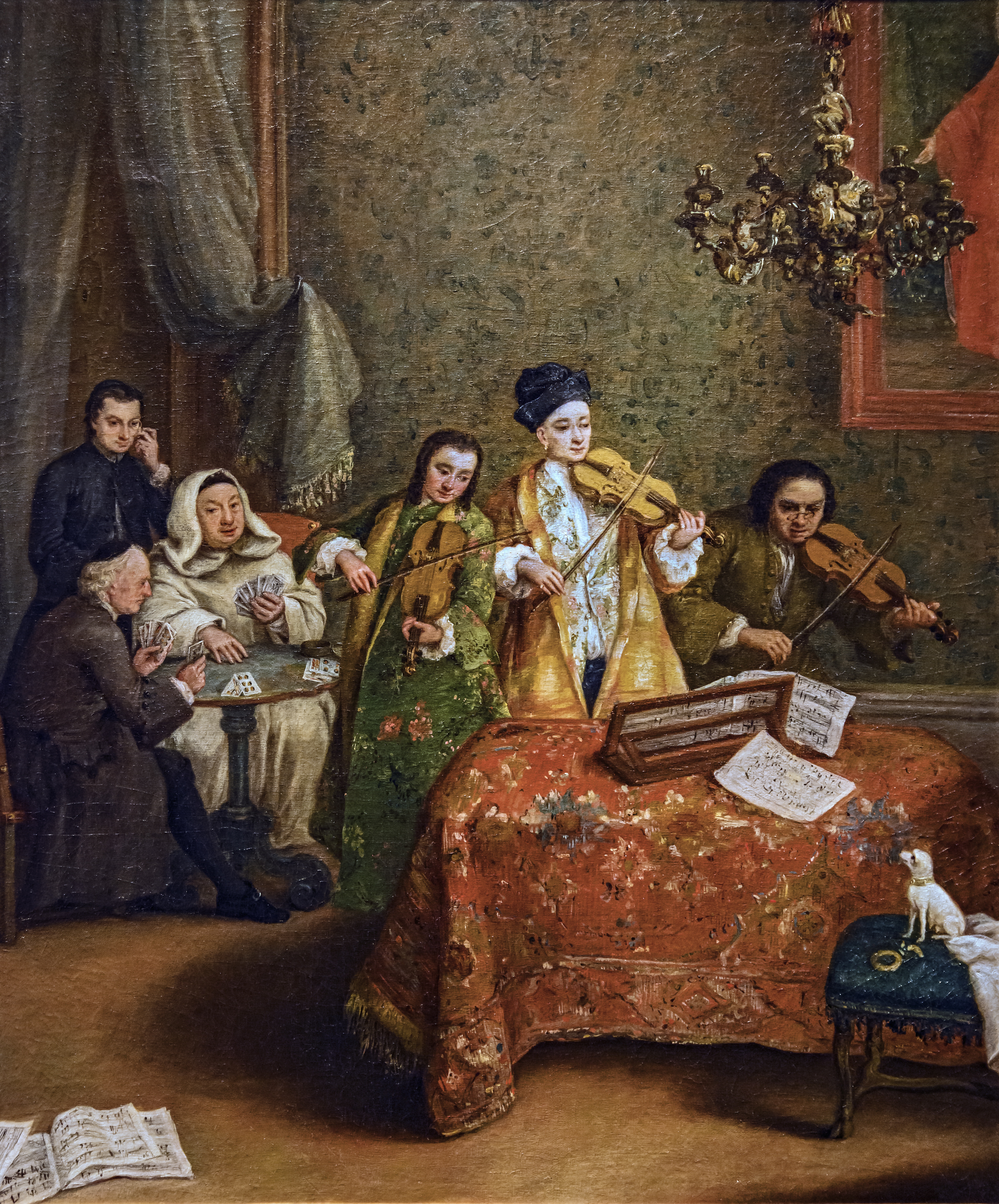
El pequeño concierto, 1741.
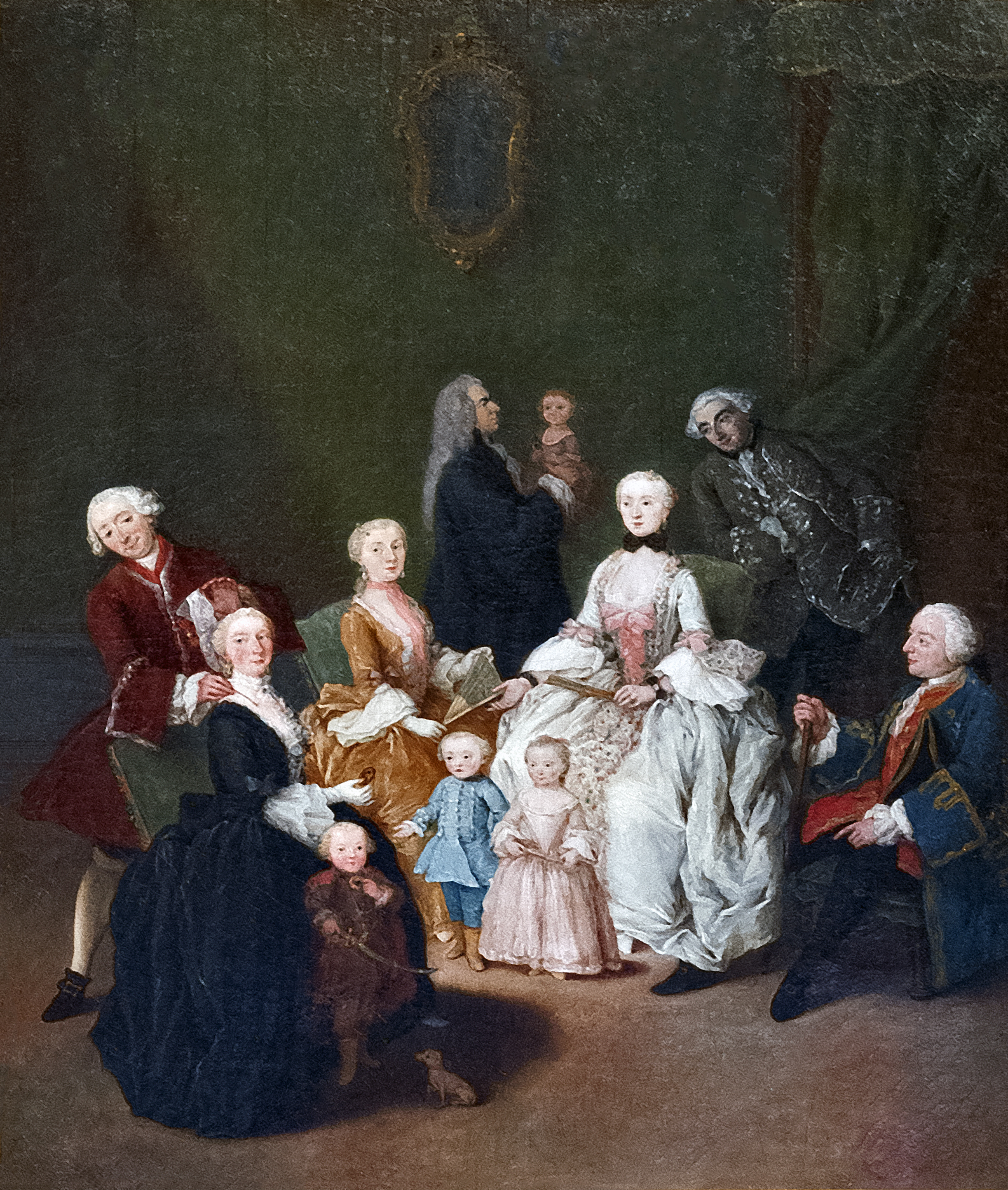
La familia burguesa, 1752.
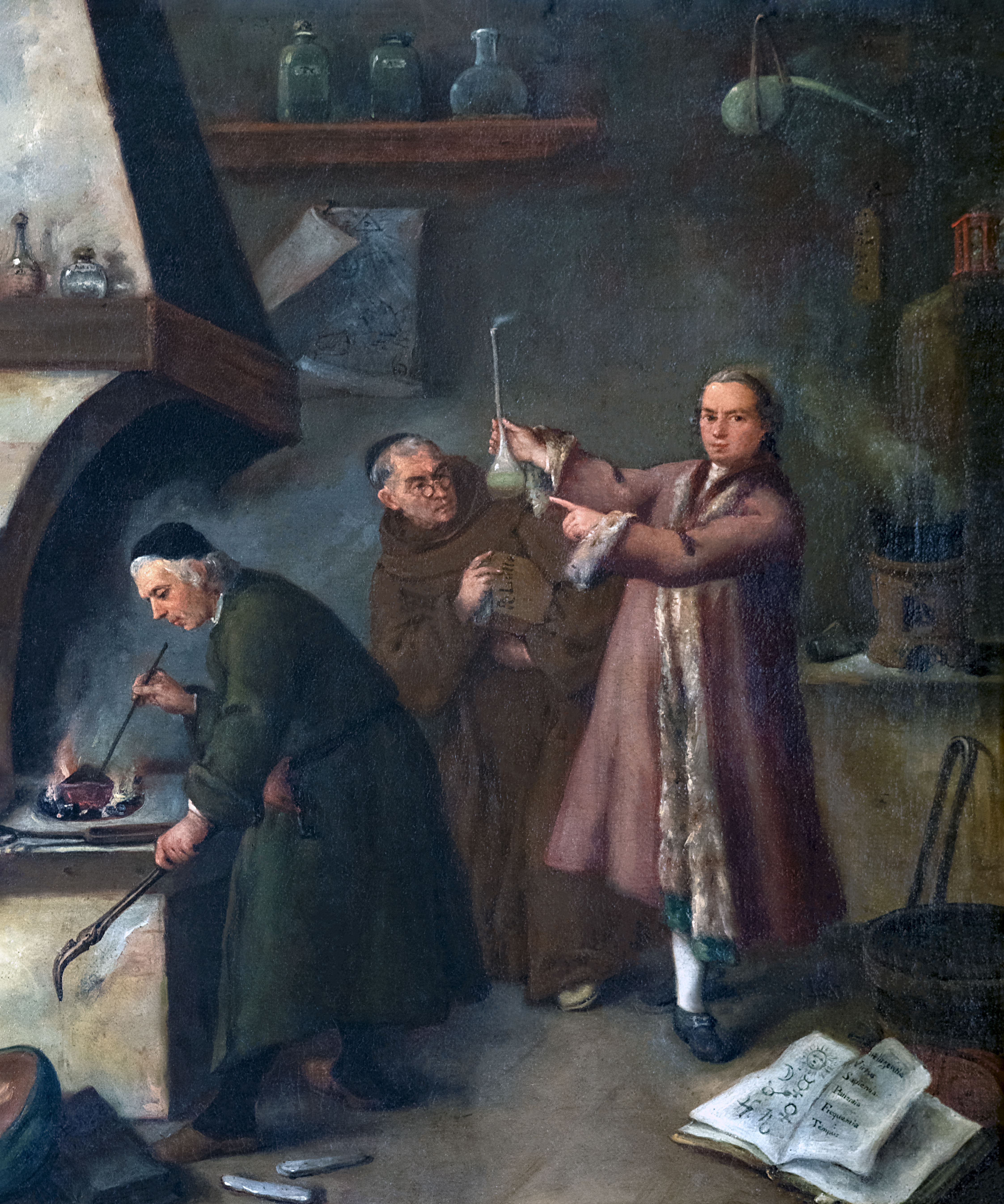
El alquimista, h.1757.
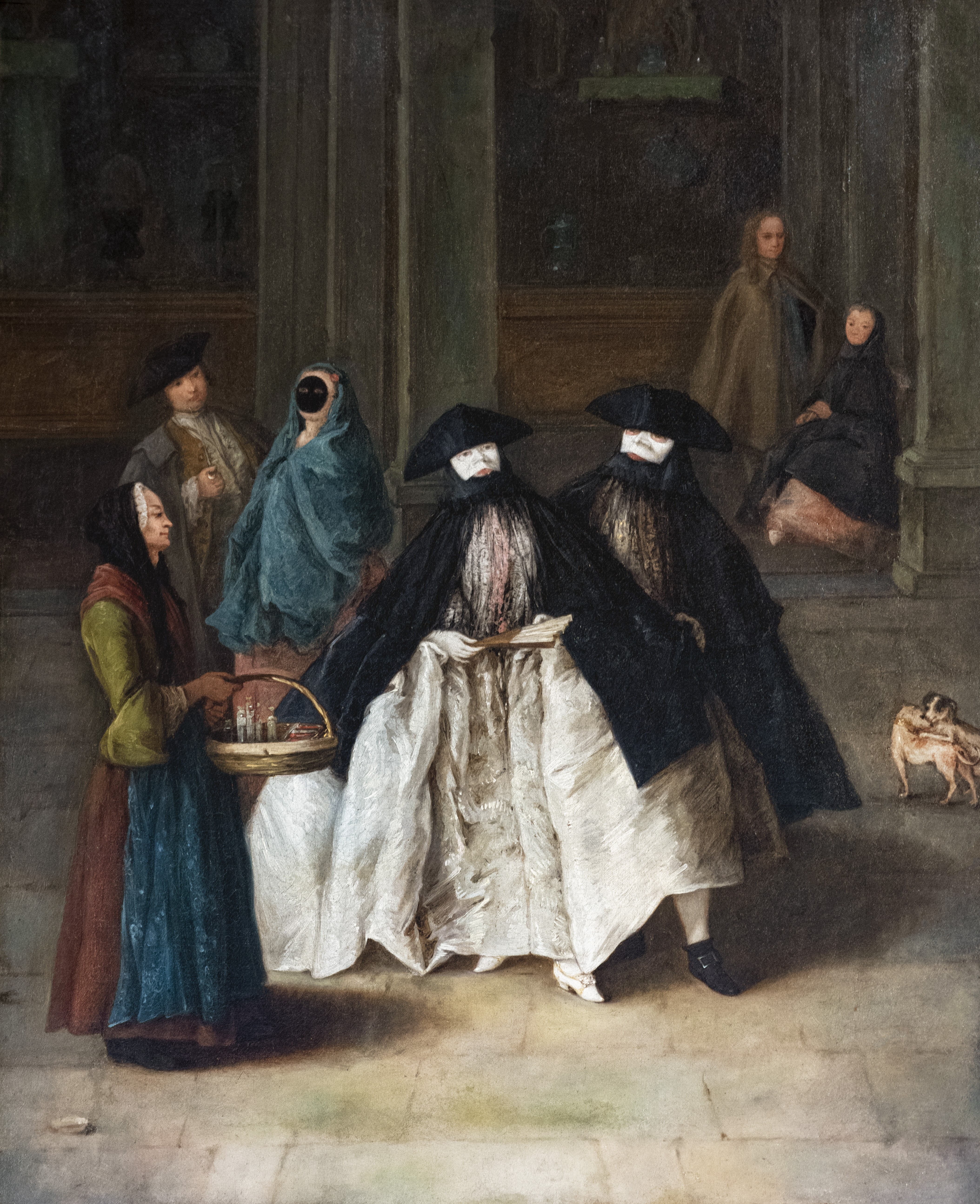
Los enmascarados, h.1756.